# 相澤陽介
相澤陽介（あいざわ ようすけ、1977年10月25日 - ）は、日本のファッションデザイナー。埼玉県出身。

## 来歴
- 2001年：多摩美術大学染織デザイン科を卒業。同年、株式会社コムデギャルソンに入社し、ジュンヤ・ワタナベの企画生産部に5年間勤める[1]。
- 2006年：「服を着るフィールドはすべてアウトドア」をコンセプトに、自身のブランド「White Mountaineering」をスタート[1]。また、モンクレール、バートン、ビーコン・ヘリテージ・レンジとのコラボレーション・ブランドを手がけた[2]。
- 2012年：ロンドン・オリンピックにおいて、ミズノが製作した日本選手団用ウォームアップスーツのデザインを手がける[3]。
- 2014年：代官山に「White Mountaineering SHOP」を移転オープン。
- 2019年：北海道コンサドーレ札幌のクリエイティブディレクターに就任。アパレル用品およびグッズのデザインを手がける[4]。
- 2019年6月：リーガロイヤルホテル大阪の宿泊部ディレクター、ベルスタッフ、フロントスタッフのユニフォームのデザインを手がける。「伝統と革新」をテーマに改装されたメインロビーの空間と親和性を持たせたデザインがコンセプト。
- 2020年9月：クロネコヤマトのセールスドライバー、受付スタッフの制服デザインを手がける。新制服のコンセプトは「働きやすさ」と「環境への配慮」。
- 2021年：北海道コンサドーレ札幌のユニフォームデザインを担当[5]。株式会社コンサドーレ取締役就任[6]。

## リンク
- White Mountaineering 公式サイト